# Галашкинское наибство
Галашкинское наибство или вилайет Калай — административно-территориальная единица Северо-Кавказского имамата, входило в число наибств Чеченских областей имамата.

## История
В административном плане имамат делился на 3 области и 16-20 округов-наибств,

Которые возглавляли мудиры и наибы.

В Чечне наибства располагались от «вилайета Арштхой и Галаш» на западе до «Мичига» и «Ауха» на востоке.

Наибства делились на участки под управлением мазунов.

В аулах управляли старшины и кади.
Наибство образовано на территории проживания галашевцев. Некоторые горные ингушские общества, в частности, Галашкинское, были исламизированы раньше чем другие. Тарикат Накшбандийя, учение которого было официальной идеологией имамата Шамиля, укрепился среди галашевцев в годы Кавказской войны.
После всеобщего восстания на завоёванных царскими войсками территориях Чечни марта 1840 года к вилайету Гехи (Малая Чечня) присоединились общества орстхой (карабулаки) и (галашевцы) представители этих обществ вместе с другими обществами Чечни в начале марта торжественно присягнули на верность имаму в селении Урус-Мартан. С этого времени западной границей Имамата стало среднее течение рек Асса и Сунжа.
В 1842 году имамат был разделён на три области со своими начальниками: Чеченскую, Аварскую и Андалалскую. Наибства западной области Имамата были объединены в Чеченскую область. Имам Шамиль так и называл её — «Чечен».
В мае 1843 году Чечня была подчинена двум мудирам (генерал-губернаторам): Шоипу были подчинены наибства к востоку от реки Аргун по водоразделу рек Шаро-Аргун и Хулхуло, а Axбердин Махоме к западу от Аргуна. Ахбердин Махоме в помощь был дан наибом над частью Малой Чечни Юсуф-Хаджи Сафаров.
Осенью 1843 года Малая Чечня была разделена на два округа, границей между которыми стала река Рошни.
После марта 1844 года в связи с гибелью начальника Чеченской области Шоипа, наибства Мичиковское и Большой Чечни были разделены каждое на две части, а Малая Чечня — на четыре. Таким образом, Чеченская область стала состоять из 9 военно-административных округов: 1. Аух. 2. Ичкерия, 3. Качкалык и Мичик. 4. Большая Чечня (округ Шали). 5. Чеберлой. 6. Шатой, Шарой и Нашха (предгорные аулы и территория всей горной Чечни, а также аулы выше дороги Урус-Мартан — Нестеровское укрепление, а также общество Галай и часть Карабулакского общества). 7. Харсеноевский (предгорные аулы между реками Аргун, Мартан и дорогой Атаги — Урус-Мартан). 8. Гойтинский (предгорные аулы между реками Аргун, Мартан, Сунжа и дорогой, связывающей села Атаги, Урус-Мартан). 9. Гехинский (территория между реками Мартан, Сунжа, Асса и дорогой Урус-Мартан — Нестеровское укрепление, то есть равнинная Карабулака).
В 1851 году царскими войсками была завоёвана западная части Чеченской области — Карабулак (Арштхой) и Галашки (Галай), непокорившиеся семьи карабулаков были эвакуированы во все округа Чеченской области.
В 1849 году галашевцы избрали себе наибом Сабдулу.
В феврале 1852 года галашевцы отправили посланников к имаму Шамилю:

«Сего числа пришедший Ачхоевского аула старшина Ислам Алдамов объявил, что покорные галашевцы выбрали из числа почетных людей восемь человек и отправили их к Шамилю, последние жители присягали все пред Шамилем быть покорным ему, и если он даст им помощь, то непременно хотят уничтожить Арштынский пост, из числа же почетных галашевцев обратно возвратились в свои места, как быв освобожденые Шамилем»
— Рапорт воинского начальника Ачхоевского укрепления подполк. Заньковского начальнику Владикавказского военного округа ген.-м. Вревскому об отправке к галашевцам посланников Шамиля. 19 февраля 1852 года
О покорении Малой Чечни в Русском архиве 1889 года содержатся следующие сведения:

в четыре года Слепцов очистил от неприятеля всю плоскость Малой Чечни и покорил нагорные общества Галашевское, Карабулакское и Арштинское, отняв у врага не только самые плодородные земли, но и лучший боевой его элемент.— Н. Д. Ахшарумов
Согласно некоторым источникам галашевцы не принимали активного участия в событиях Кавказской войны.

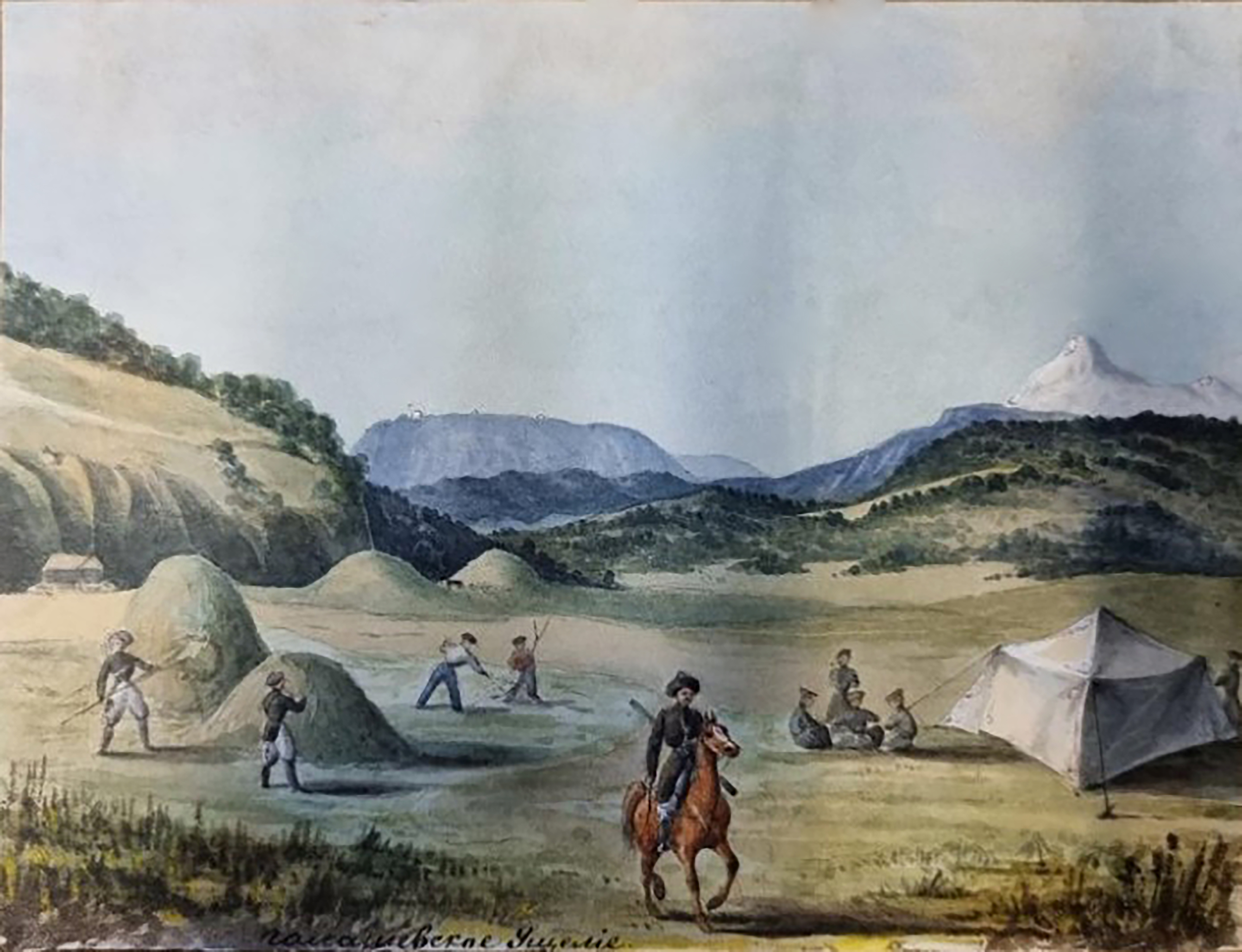
«Галашевское ущелье». Рисунок из «Кавказского» альбома, начало 1840-х.

## Наибы
- Ахбердил Мухаммед
- Кази-Магомет Дударов[16][17] — осетинский (тагаурский) алдар, в апреле 1846 году перешедший на сторону Имамата[18]
- Сабдула[12].